# Sonet 50 (William Szekspir)

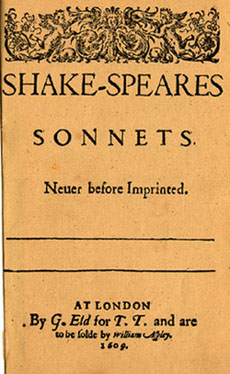
Strona tytułowa pierwszego wydania sonetów Shakespeare’a

Sonet 50 (Ciężko się droga w mej podróży ściele) – jeden z cyklu sonetów autorstwa Williama Shakespeare’a. Po raz pierwszy został opublikowany w 1609 roku.

## Treść
W sonecie tym podmiot liryczny, który przez niektórych badaczy jest utożsamiany z autorem, przedstawia swoje cierpienia, związane z rozłąką z tajemniczym młodzieńcem.